# Крістоф Грегуар
Крістоф Грегуар (фр. Christophe Grégoire, нар. 20 квітня 1980, Льєж) — бельгійський футболіст, що грав на позиції півзахисника. По завершенні ігрової кар'єри — тренер.
Виступав, зокрема, за «Андерлехт» та «Гент», а також національну збірну Бельгії.

## Клубна кар'єра
Грегуар почав грати у футбол в 1985 році у молодіжній команді за «Серен». У 1996 році, коли «Серен» припинив своє існування, Крістоф перейшов до молодіжної команди «Льєжа». З цим клубом у 1999 році дебютував у другому дивізіоні, де провів два сезони, взявши участь у 36 матчах чемпіонату.
У 2000 році він перейшов до «Мускрона» і 12 серпня 2000 року дебютував у вищому дивізіоні в домашньому матчі проти «Жерміналь Беєрсхота» (3:0). Грегуар став основним гравцем під керівництвом тренера Уго Броса і до кінця 2004 року провів за клуб понад 100 матчів у чемпіонаті.
У січні 2005 року Брос, який став тренером «Андерлехта» у 2002 році, запросив Грегуара до своєї команди. Він дебютував 15 січня 2005 року в домашньому матчі проти «Мускрона» (2:0), однак тут Крістофу не вдалось стати основним гравцем «Андерлехта», який став віце-чемпіоном країни в сезоні 2004/05.
В результаті влітку 2005 року Грегуар перейшов у «Гент», де дебютував 20 серпня 2005 року в домашньому матчі проти «Серкля Брюгге» (1:0). Він був гравцем клубу з «Гента» до кінця 2007 року.
11 січня 2008 року Грегуар підписав 2,5-річний контракт з голландським «Віллемом II». У свої перші шість місяців Грегуар був основним гравцем і взяв участь у збереженні прописки в Ередивізі. Після літньої перерви справи пішли не так добре, і Грегуар втратив місце в основі. Йому довелося задовольнитися місцем дублера Саїда Бутахара та Мехмета Акгюна. У грудні 2008 року він заявив, що хотів би залишити «Віллем II», щоб більше грати і 30 січня 2009 року перейшов до «Шарлеруа», де дограв сезон.
Повернувшись у «Віллем II», 1 серпня 2009 року Грегуар забив свій перший гол за клуб. Його м'яч у домашньому матчі проти «Вітессе» (3:1) також став першим голом сезону 2009/10 в Ередивізі. Крім того він також став гравцем, який забив найбільш ранній гол в історії нідерландських змагань. Він регулярно виконував пенальті і забив чотири в сезоні 2009/10. Грегуар розпочав сезон у стартовому складі. Невдовзі після зимової перерви хвороба та травма призвели до відсутності на кілька тижнів. Тим часом «Віллем II» звільнив тренера Альфонса Гронендейка і призначив Арно Пайперса. Під його керівництвом бельгієць втратив своє місце в основі. Тому в березні 2010 року клуб оголосив, що контракт з півзахисником, що закінчується, не буде продовжено.
1 грудня 2010 року підписав контракт до кінця сезону зі своїм колишнім клубом «Шарлеруа», однак закріпитись в основі йому не вдалося і контракт з ним не продовжили.
Пробувши деякий час без клубу, він підписав контракт із бельгійським клубом четвертого дивізіону «Спрімонт». Він став там тренером у квітні 2014 року після звільнення Дідьє Ернста.

## Виступи за збірну
2002 року залучався до складу молодіжної збірної Бельгії, з якою був учасником молодіжного чемпіонату Європи 2002 року у Швейцарії, на якому бельгійці не подолали груповий етап. Всього на молодіжному рівні зіграв у 4 офіційних матчах.
13 жовтня 2007 року дебютував в офіційних іграх у складі національної збірної Бельгії в матчі відбіркового циклу Євро-2008 проти Фінляндії (0:0). Наступного місяця в рамках цього ж турніру зіграв свій другий і останній матч за збірну проти Азербайджану (1:0).

## Кар'єра тренера
Розпочав тренерську кар'єру відразу ж по завершенні кар'єри гравця, 2014 року, очоливши тренерський штаб клубу «Спрімонт», де працював до кінця 2016 року. Після цього очолював команду «Серен». Грегуар пробув там три роки, поки його не звільнили в грудні 2019 року.
Перед початком сезону 2021/22 Грегуара було призначено новим головним тренером «Віртона». Співпраця завершилася 13 грудня 2021 року.